# 76 mm brdski top M1938
76 mm brdski top M1938, sovjetski brdski top korišten tijekom Drugog svjetskog rata. Razvijen je iz čehoslovačkog topa Škoda 75 mm Model 1936 za kojeg je Sovjetski Savez 1937. dobio licencnu u zamjenu za licencnu proizvodnju Tupoljev SB. U narednih godinu dana tim pod vodstvom Leva Gorlitksija je napravio izvedenicu s nekoliko izmjena koja će u konačnici postati M1938.